# 67-es villamos (Budapest)
A budapesti 67-es jelzésű villamos Baross tér, Keleti pályaudvar és Rákospalota, MÁV-telep között közlekedett. A járatot a Budapesti Közlekedési Rt.  üzemeltette. 1997. március 10-én közlekedett utoljára az utolsó menetrend szerinti Thököly úti villamosvonal. Megszűnésének legfőbb oka a Mexikói úti vágányok rossz állapota, illetve a jelentősen csökkenő utasforgalom volt.
Pótlására 67V jelzéssel pótlóbusz indult Baross tér, Keleti pályaudvar és Rákospalota, MÁV-telep között. A 2008-as paraméterkönyv bevezetésével a pótlóbuszt összevonták az 5-ös és 25-ös buszjárattal, így közvetlen kapcsolat jött létre Rákospalota és Pasarét között.

## Története
1915 körül indult az Erzsébet királyné útja és a régi Lóversenytér között (a mai Puskás Ferenc Stadion környéke). 1919. november 22-étől a Keleti pályaudvarig hosszabbodott, de 1920-tól ismét csak a Lóversenytérig járt. 1927. május 5-étől ismét a Keleti pályaudvarig járt, majd 1944 novemberében szűnt meg.
1945 júniusában indult újra hosszabb vonalon, az Apponyi tér és az Öv utca között. 1946. december 11-étől elindult a 67A villamos a Keleti pályaudvar – Öv utca útvonalon. 1947. augusztus 2-án a 67-est és a 67A-t Rákospalota, MÁV-telepig hosszabbították, de a betétjárat 1948 áprilisától ismét az Öv utcáig járt. A 67-es belső végállomását 1949. február 2-ától a Március 15. térhez helyezték át. 1960. július 8-ától a 44-essel együtt útvonala a Felszabadulás térig rövidült, majd 1963. június 8-ától a Tanács körútig közlekedett. November 7-étől ismét a Felszabadulás térig járt a 67-es villamos.
1964. november 21-étől a Keleti pályaudvarig rövidült. 1965. október 20-án haladt át először az Erzsébet hídon, új végállomása a budai Szarvas tér lett. A 2-es metró első szakaszának átadásával újra elindult a 67A, a Keleti pályaudvar és Rákospalota, MÁV-telep között. 1972. december 22-én az M2-es metró befejező szakaszának megnyitásával párhuzamosan jelentősen módosultak a környező járatok útvonalai. A metró megnyitása a párhuzamos Rákóczi úti és az Erzsébet hídi villamosközlekedés felszámolását eredményezte, emiatt a 67-es útvonalát a Baross térig vágták vissza.

### A metró után
A tervezők úgy gondolták, hogy a Thököly út felől érkező utasok az átszálláskényszer ellenére is a metrót választják majd, azonban az évek folyamán a villamosvonalak kihasználtsága drasztikusan csökkenni kezdett, a 7-es buszcsalád forgalma viszont ezzel arányosan ugrásszerű növekedésnek indult. Ez a teljesen párhuzamos 44-es villamosnak már szinte azonnal megadta a kegyelemdöfést, de a 67-es kihasználtsága is csökkent. 1988-tól már nem osztottak be pótkocsikat a 67-es szerelvényeibe, a következő években a pályára is egyre kevesebb gondot fordítottak, így mind a Thököly úton, mind pedig a Mexikói úton egymást érték a 20–25 km/h-s sebességkorlátozások.
1995 végén megszűnt a 44-es, majd 1997. március 10-én a 67-es is. Az elöregedett Mexikói úti villamosvágányokra hivatkozva pótlóbuszt indítottak helyette, majd azt a 2008-as paraméterkönyv bevezetésével összevonták az 5-ös és a 25-ös járattal.
A villamospályát üzemi menetekre még használták 2001-ig. (Ezután a Nagy Lajos király útja–Fehér út tengelyen meginduló új 3-as villamos pályája vette át a szerepét.) A Thököly úton utoljára a 3866-os és a 3890-es pályaszámú UV közlekedett 2003. május 3-án, hol 44-es, hol 67-es jelzéssel, a VEKE szervezésében.

#### Állapota
A pálya apránként tűnik el; van, ahol a felsővezetéket bontották le, máshol a megállók peronjait szüntették meg. A Hungária körútnál a buszmegállót szélesítették ki a villamospálya leaszfaltozásával. Az 1-es villamos keresztezésénél az átszeléseket kihegesztették, a Mexikói út–Erzsébet királyné útja sarkán pedig a váltót is kiépítették. Emellett a Dózsa György úti megállónál lebontották a felsővezetéket, valamint a Keleti pályaudvarnál a felsővezetékkel együtt a síneket is felbontották. A betápkábeleket a Mexikói úton ismeretlen tettesek ellopták, 2013-ban pedig az egykori Erzsébet királyné útja, aluljáró megállónál lévő vágányokat is megrongálták.
2009 augusztusában megkezdték a Thököly út felújítását, a sínek megmaradtak, de az aszfaltréteg alatt. Az üzemeltető szerint ez nem veszélyes, és a BKV szerint, ha újraindulna a Thököly úti villamosközlekedés, akkor egy meglévő villamospályát sokkal olcsóbb felújítani, mint újat építeni. A Dózsa György út és Hernád utca közötti szakasz 2013-as felújításánál azonban a régi pálya elavultságára hivatkozva már nem hagyták meg a vágányokat, ahogy 2014-ben, az 1-es villamos rekonstrukciójakor is elbontották a Thököly úti keresztezést.

## Perspektíva
A 67-es újraindítására igen nagy szükség volna, azonban 2005-ben a város vezetése szerint a villamos még útjában volt a 4-es metrónak tervezett nyomvonalának, ezért erre nem láttak sok esélyt.

### A Rákóczi út–Thököly út tengely visszaépítése
Mivel elvetették a 4-es metró Bosnyák tér–Újpalotáig történő meghosszabbítását, éppen ezért 2015. április 29-én a közgyűlés döntött a 44-es villamos újraindításáról, amellyel egyidőben a 67-es villamos Mexikói úti vágányait is felújítanák. A 26 milliárdos fejlesztés részeként visszaépült volna az egykori 67-es villamos Mexikói úti vonalrésze is. A projekt még a Balázs Mór-tervbe is bekerült, eszerint a vonalat az Astoriáig vitték volna be. 2017. április 5-én a Fővárosi Közgyűlés a villamos kiépítésének ötletét elvetette, azonban költségcsökkentéssel a Thököly út egyes csomópontjainak rendezését – ami a fejlesztéssel együtt valósult volna meg – továbbra is fenntartotta, a lecsökkentett pénz egy részét pedig a 2-es villamos rekonstrukciójának tervezésére csoportosították át.

## Útvonala
| Bevezetés időpontja | Útvonal | Útvonal változás                                                           |
| ------------------- | --- | -------------------------------------------------------------------------- |
| 1945. június        | Apponyi tér – Kossuth Lajos utca – Rákóczi út – Thököly út – Mexikói út – Erzsébet királyné útja – Öv utca                                                                  | Elindult                                                                   |
| 1947. augusztus 2.  | Apponyi tér – Kossuth Lajos utca – Rákóczi út – Thököly út – Mexikói út – Erzsébet királyné útja – Kolozsvár utca – Rákospalota, MÁV-telep                                  | Rákospalota, MÁV-telepig hosszabbodott.                                    |
| 1949. február 2.    | Március 15. tér – Kossuth Lajos utca – Rákóczi út – Thököly út – Mexikói út – Erzsébet királyné útja – Kolozsvár utca – Rákospalota, MÁV-telep                              | A Március 15. térig hosszabbodott.                                         |
| 1960. július 8.     | Felszabadulás tér – Kossuth Lajos utca – Rákóczi út – Thököly út – Mexikói út – Erzsébet királyné útja – Kolozsvár utca – Rákospalota, MÁV-telep                            | A Felszabadulás térig rövidült.                                            |
| 1963. február 13.   | Tanács körút – Rákóczi út – Thököly út – Mexikói út – Erzsébet királyné útja – Kolozsvár utca – Rákospalota, MÁV-telep                                                      | Az Astoria aluljáró építése miatt a Tanács körútig rövidült.               |
| 1963. november 7.   | Felszabadulás tér – Kossuth Lajos utca – Rákóczi út – Thököly út – Mexikói út – Erzsébet királyné útja – Kolozsvár utca – Rákospalota, MÁV-telep                            | Újra a Felszabadulás térig közlekedett.                                    |
| 1964. november 21.  | Baross tér, Keleti pályaudvar – Thököly út – Mexikói út – Erzsébet királyné útja – Kolozsvár utca – Rákospalota, MÁV-telep                                                  | A Keleti pályaudvarig rövidült.                                            |
| 1965. október 20.   | Szarvas tér – Krisztina körút – Erzsébet híd – Kossuth Lajos utca – Rákóczi út – Thököly út – Mexikói út – Erzsébet királyné útja – Kolozsvár utca – Rákospalota, MÁV-telep | A Szarvas térig hosszabbodott.                                             |
| 1972. december 22.  | Baross tér, Keleti pályaudvar – Thököly út – Mexikói út – Erzsébet királyné útja – Kolozsvár utca – Rákospalota, MÁV-telep                                                  | A Rákóczi úti villamosközlekedés megszüntetésével a Baross térig rövidült. |
| 1997. március 11.   | Baross tér, Keleti pályaudvar – Thököly út – Mexikói út – Erzsébet királyné útja – Kolozsvár utca – Rákospalota, MÁV-telep                                                  | Megszűnt                                                                   |

## Megállóhelyei
| 0  | Baross tér, Keleti pályaudvar végállomás | 21 | 23, 24 73, 76, 78, 79, 80 7, 7A, 7, 20, 30, 73, 78, 173, Pólus Budapest-Keleti |
| 3  | Dózsa György út                          | 16 | 7, 30                                                                          |
| 5  | Stefánia út                              | 15 | 72, 75 7                                                                       |
| 6  | Hungária körút                           | 14 | 1 72 7, 7, 73, 173, Pólus Budapest-Zugló                                       |
| 8  | Korong utca                              | 13 |                                                                                |
| 10 | Erzsébet királyné útja, aluljáró         | 11 | 69 70                                                                          |
| 12 | Laky Adolf utca                          | 9  | 69                                                                             |
| 13 | Nagy Lajos király útja                   | 8  | 62, 69 32, 32                                                                  |
| 14 | Fűrész utca                              | 7  | 62, 69                                                                         |
| 16 | Rákospatak utca                          | 5  | 62, 69 25                                                                      |
| 17 | Miskolci utca                            | 4  | 62, 69 25                                                                      |
| 18 | Öv utca                                  | 3  | 62, 69 24, 25, 70                                                              |
| 20 | Tóth István utca                         | 1  | 62, 69 25                                                                      |
| 21 | Rákospalota, MÁV-telep végállomás        | 0  | 62, 69 177                                                                     |